# Lyells Goldhaarmoos

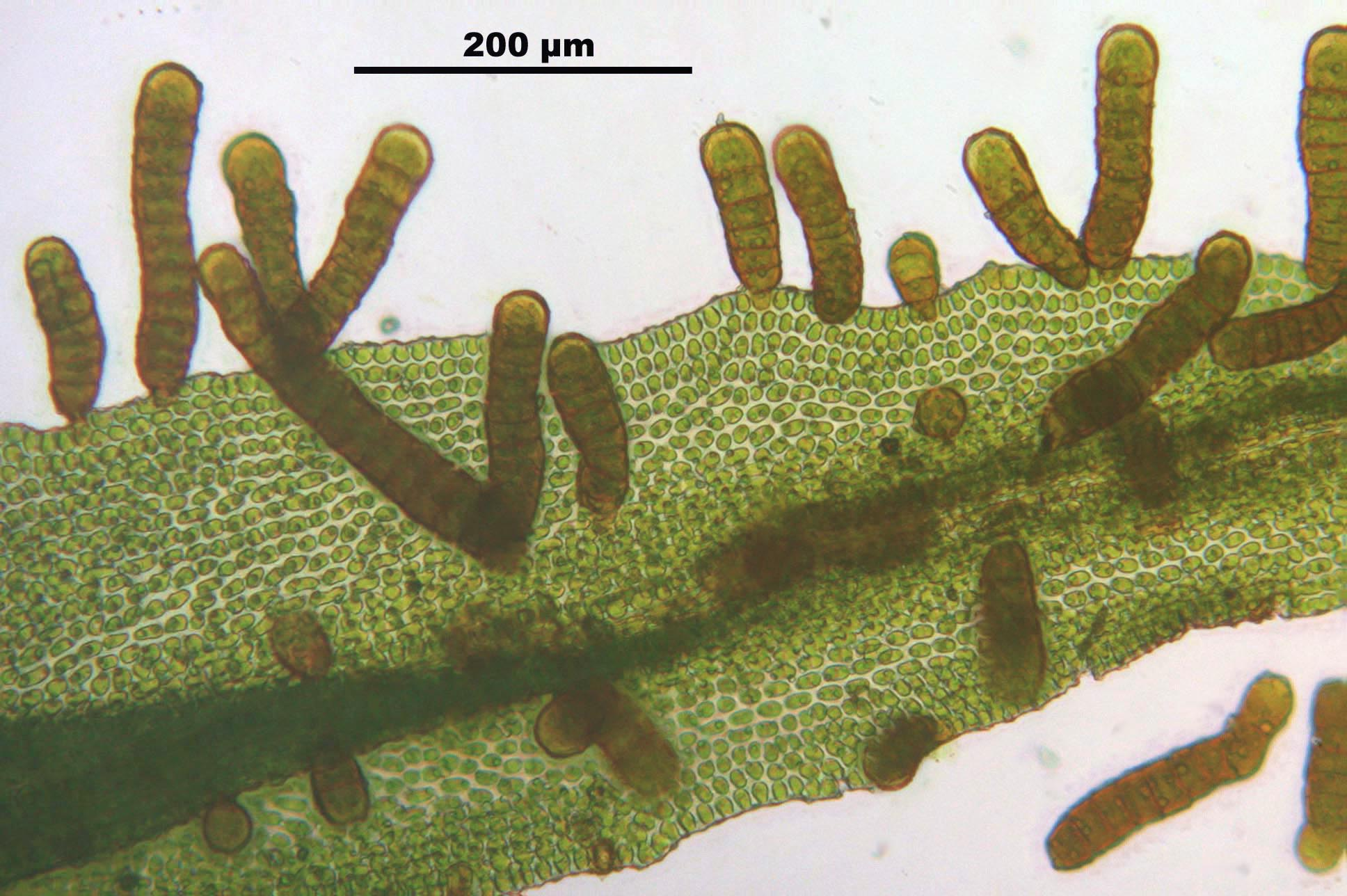
Blatt mit Brutkörpern

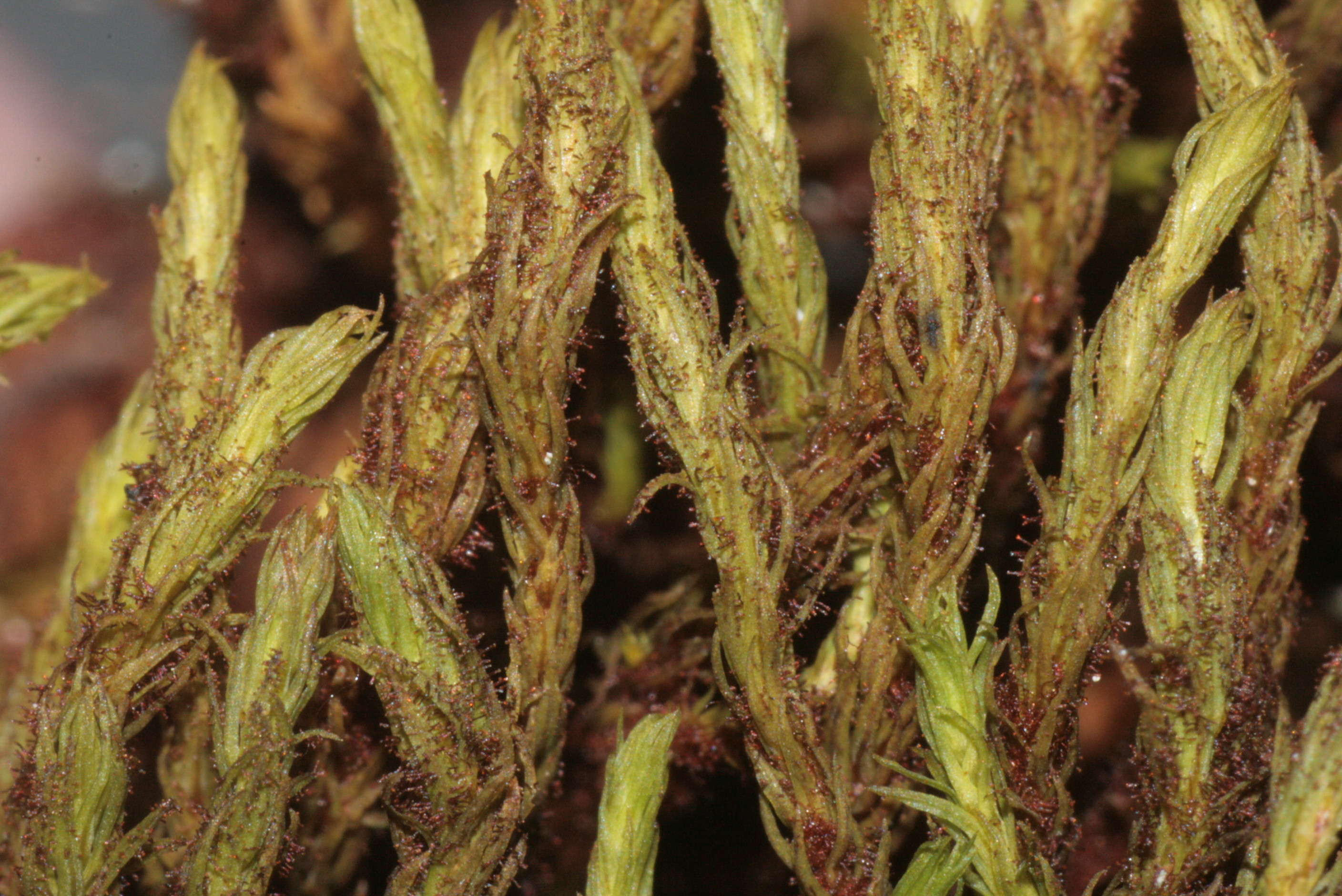
Pflanzen im trockenen Zustand

Lyells Goldhaarmoos (Orthotrichum lyellii) ist eine Laubmoos-Art aus der Familie Orthotrichaceae, die nach dem schottischen Botaniker Charles Lyell benannt wurde. Sie ist eine der größten europäischen Orthotrichum-Arten, wächst fast immer an Bäumen und ist durch die auf den Blättern zahlreich vorhandenen Brutkörper auch im Gelände leicht von anderen Moosen zu unterscheiden.

## Erkennungsmerkmale
Diese Art bildet kräftige, lockere, gelbgrüne bis bräunliche Rasen. Die meist bogig aufsteigenden Stämmchen sind 2 bis 4 Zentimeter hoch, selten noch höher. Die Blätter sind lineal-lanzettlich, lang und fein zugespitzt, gekielt und 3 bis 4 Millimeter lang. Ihre Rippe reicht bis vor die Blattspitze. Im trockenen Zustand liegen die Blätter dem Stämmchen locker an, angefeuchtet sind sie abstehend bis zurückgebogen. Meist sind die Blätter mit zahlreichen auffälligen Brutkörpern besetzt, diese sind rotbraun, einzellreihig, zylindrisch oder keulenförmig, zuweilen auch verzweigt.
Die Blattzellen sind an der Blattbasis in Nähe der Rippe lang rechteckig bis linear, gegen den Blattrand zu quadratisch. Oberhalb der Blattbasis sind sie rundlich-oval, dickwandig, um 10 bis 15 µm groß. Die Blattzellen haben auf beiden Seiten je eine lange Papille.
Die Vermehrung erfolgt meist durch die erwähnten Brutkörper. Die Art ist diözisch. Die Sporenkapsel auf der 1 Millimeter langen Seta ist ganz oder teilweise in die Blätter eingesenkt, oval-länglich, achtrippig, mit phaneroporen Spaltöffnungen im unteren Kapselbereich. Das doppelte Peristom besteht aus 16 Zähnen und 16 Wimpern. Die Kalyptra ist kegelförmig und spärlich lang behaart.

## Verbreitung und Standortansprüche
Lyells Goldhaarmoos ist eine subozeanisch-submediterrane Art und ist in der nördlichen Hemisphäre ohne Zentral- und Ostasien verbreitet.
Das Moos wächst epiphytisch an Laubbäumen, seltener an Nadelbäumen. Nur gelegentlich werden auch Felsen, Mauern oder Betonpfähle besiedelt. Häufige Begleitmoose sind Orthotrichum affine, Leucodon sciuroides, Frullania dilatata, Radula complanata und Ulota-Arten.